# Mistrzostwa Panamerykańskie w Zapasach 2007
Mistrzostwa rozegrano 18 maja 2007 roku w mieście San Salvador.

## Tabela medalowa
|     | Państwo    |    |    |    | Razem: |
| --- | ---------- | -- | -- | -- | ------ |
| 1.  | Kuba       | 8  | 1  | 5  | 14     |
| 2.  | USA        | 6  | 6  | 4  | 16     |
| 3.  | Wenezuela  | 3  | 7  | 9  | 19     |
| 4.  | Kanada     | 2  | 2  | 5  | 9      |
| 5.  | Kolumbia   | 1  | 4  | 3  | 8      |
| 6.  | Dominikana | 1  | 0  | 4  | 5      |
| 7.  | Ekwador    | 0  | 1  | 1  | 2      |
| 8.  | Brazylia   | 0  | 0  | 2  | 2      |
| 8.  | Peru       | 0  | 0  | 2  | 2      |
| 8.  | Salwador   | 0  | 0  | 2  | 2      |
| 8.  | Meksyk     | 0  | 0  | 2  | 2      |
| 12. | Panama     | 0  | 0  | 1  | 1      |
| 12. | Portoryko  | 0  | 0  | 1  | 1      |
| 12. | Gwatemala  | 0  | 0  | 1  | 1      |
|     | razem:     | 21 | 21 | 42 | 84     |

## Wyniki

### W stylu klasycznym
| Waga   | złoty                | srebrny             | brązowy            | brązowy        |
| ------ | -------------------- | ------------------- | ------------------ | -------------- |
| 55 kg  | Jansel Ramírez       | Jorge Cardozo       | Lázaro Rivas       | Sam Hazewinkel |
| 60 kg  | Roberto Monzón       | Iván de Jesús Duque | Mario Molina       | Luis Liendo    |
| 66 kg  | Mayli Raúl Consuegra | Glenn Garrison      | Ángelo Mota Brea   | Carlos Ramos   |
| 74 kg  | Odelis Herrero       | T.C. Dantzler       | Sixto Barrera      | Marcelo Mina   |
| 84 kg  | Brad Vering          | Cristian Mosquera   | José Arias Paredes | Pablo Shorey   |
| 96 kg  | Justin Ruiz          | Luis Talavera       | Luis Fernandes     | Eric García    |
| 120 kg | Mijaín López         | Russ Davie          | Ari Michael Taub   | Rafael Barreno |

### W stylu wolnym
| Waga   | złoty            | srebrny               | brązowy           | brązowy           |
| ------ | ---------------- | --------------------- | ----------------- | ----------------- |
| 55 kg  | Henry Cejudo     | Fredy Serrano         | Andy Moreno       | César Roberty     |
| 60 kg  | Shawn Bunch      | Nelson García         | Antonio González  | Tomás Solórzano   |
| 66 kg  | Geandry Garzón   | Ricardo Roberty       | Bill Zadick       | Chris Prickett    |
| 74 kg  | Iván Fundora     | Joe Heskett           | Wilson Medina     | Máximo Blanco     |
| 84 kg  | Yoel Romero      | Jesús Gonzáles        | Richard Ramos     | Jonathan Rioux    |
| 96 kg  | Muhammed Lawal   | Luis Vivenes          | Michel Batista    | Arnulfo Hernández |
| 120 kg | Alexis Rodríguez | Thomas David Rowlands | Jordany Hernández | Yonsy Sánchez     |

### W stylu wolnym kobiet
| Waga  | złoty              | srebrny                  | brązowy             | brązowy                |
| ----- | ------------------ | ------------------------ | ------------------- | ---------------------- |
| 48 kg | Mayelis Caripá     | Lindsay Rushton Prickett | Sara Fulp-Allen     | Íngrid Medrano Cuéllar |
| 51 kg | Maria Sarmiento    | Katiuska Toaza           | Genevieve Morrison  | Meybi Ramírez          |
| 55 kg | Jackeline Rentería | Marcia Andrades          | Brittanee Laverdure | Tamara Barrón          |
| 59 kg | Katie Patroch      | Ana González             | Virginia Mendoza    | Sandra Roa             |
| 63 kg | Alaina Berube      | Cándida de Armas         | Mabel Fonseca       | Yoselin Rojas          |
| 67 kg | Martine Dugrenier  | Elena Pirozhkova         | Elsa Sánchez        | Gloria Zabala          |
| 72 kg | Jaramit Weffer     | Pamela Wilson            | Ashley Sword        | Rosângela Conceição    |